# Johnson City (Oregón)
Johnson City es una ciudad ubicada en el condado de Clackamas en el estado estadounidense de Oregón. En el año 2000 tenía una población de 634 habitantes y una densidad poblacional de 4,079.8 personas por km².

## Geografía
Johnson City se encuentra ubicada en las coordenadas 45°24′17″N 122°34′51″O / 45.40472, -122.58083.

## Demografía
Según la Oficina del Censo en 2000 los ingresos medios por hogar en la localidad eran de $35,517, y los ingresos medios por familia eran $36,985. Los hombres tenían unos ingresos medios de $32,500 frente a los $23,523 para las mujeres. La renta per cápita para la localidad era de $16,967. Alrededor del 8.1% de la población estaban por debajo del umbral de pobreza.